# Cosbana nel Collio
Cosbana nel Collio (in passato anche Cosbana o Cosbano, in sloveno Kožbana) è un paese della Slovenia, insediamento del comune di Còllio.

## Geografia fisica
La località si trova a 8,4 chilometri a nord del capoluogo comunale e a 7,9 chilometri dal confine italiano, nella parte nord-occidentale del Còllio sloveno.
È attraversata dal torrente Kožbanjšček.

## Storia
Dopo la caduta dell'Impero romano, e la parentesi del Regno ostrogoto, a seguito della Guerra gotica (553) promossa dall'imperatore Giustiniano I il suo territorio entrò a far parte dei domini bizantini.

Dopo la calata, nel 568, attraverso la Valle del Vipacco nell'Italia settentrionale dei Longobardi, seguiti poi da popolazioni slave, entrò a far parte del Ducato del Friuli.
In seguito alla caduta del regno longobardo e alla sua inclusione nei domini Franchi da parte di Carlo Magno, nel 781 entrò nel Regnum Italiae affidato da Carlo al figlio Pipino; nell'803 venne istituita la Marchia Austriae et Italiae che comprendeva il Friuli, la Carinzia, la Carniola e l'Istria. Alla morte di Pipino nell'810, il territorio passò in mano al figlio Bernardo.

Con la morte di Carlo Magno nell'814 la carica imperiale passò a Ludovico I che affidò il Regno d'Italia al suo primogenito Lotario, il quale già nell'828 (dopo aver deposto Baldrico, ultimo duca del Friuli, per non aver saputo difendere le frontiere orientali dagli Slavi) divise la parte orientale del Regno, ossia la Marca Orientale, in quattro contee: Verona, Friuli, Carniola e Istria (comprendente il Carso e parte della Carniola interna).
In seguito al Trattato di Verdun, nell'843, il suo territorio entrò a far parte della Lotaringia in mano a Lotario I e più specificatamente dall'846 della Marca del Friuli divenuta nel 951 Marca di Verona e Friuli.
Nel 952 l'imperatore Ottone I obbligò il re d'Italia Berengario II a rinunciare alle contee “Friuli et Istria”, unendole al Impero romano-germanico e subordinandole al ducato di Baviera tenuto dal suo fratellastro Enrico I a cui successe il figlio Enrico II. Nel 976 passò al Ducato di Carinzia appena costituito dall'imperatore Ottone II.
Dal 1027 il suo territorio fece parte del Patriarcato di Aquileia, che da quell'anno venne proclamato da Corrado II, nella dieta di Verona, “feudo immediato dell'impero”, venendo così tolto dalla dipendenza dei duchi di Carinzia; nel 1077 il Patriarcato venne innalzato (e costituito dall'imperatore Enrico IV) a Principato ecclesiastico di Aquileia, che ebbe influenza, mediante apposito diploma emesso lo stesso anno dall'imperatore, anche sulla marca di Carniola e sulla contea dell'Istria.
Tutto il Collio restò in mani patriarcali fino al 1330 quando la sua parte orientale venne annessa dalla Contea di Gorizia, mentre la sua parte occidentale (comprendente anche San Lorenzo di Brizza, San Lorenzo di Nèbola e la maggior parte di Nèbola) rimase ai Patriarchi e passando a sua volta, dopo il 1420, sotto l'autorità della Repubblica di Venezia.
Nel 1500 gli Asburgo s'impossessano della Contea di Gorizia, di cui Cosbana faceva parte, e quindi di territori fortemente ambiti dalla Serenissima la quale mirava ad espandersi ad est dell'Isonzo; l'assetto territoriale tra le due potenze, stabilito dal Trattato di Noyon (1516) e sancito da quello di Worms (1521), diede luogo a una linea di confine tortuosa ed incerta, con enclavi arciducali in territorio veneziano e viceversa; anche la pace firmata a Madrid dopo la sanguinosa Guerra di Gradisca ristabilì con meticolosa precisione il confine preesistente. Cosbana confinava ad ovest con Vercòglia di Cosbana che era sotto dominio veneziano.
Con la Convenzione di Fontainebleau del 1807, passò, per un breve periodo fino al 1814, assieme a tutti i territori sulla sponda destra del fiume Isonzo, nel Regno d’Italia napoleonico sotto il Dipartimento di Passariano.
Col Congresso di Vienna nel 1815 rientrò in mano austriaca nel Regno d'Illiria; passò in seguito sotto il profilo amministrativo al Litorale austriaco nel 1849 come comune autonomo. All'epoca della costituzione del comune catastale di Cosbana, esso comprendeva gli insediamenti di Bella (Bela), Bressavico/Bresovico (Brezovk), Brizza (Brdice), Claunico (Hlevnik), Nosna (Nozno), Prestava (Pristava), Podposnich (Podposnik) e Slapnico (Slapnik). In seguito Cosbana venne aggregata al comune di Dolegna, ma già negli anni Ottanta del XIX secolo ritornò a costituire un comune autonomo, comprendendo, oltre agli insediamenti citati in precedenza, il territorio del comune catastale di Mernico, che includeva i centri di Breg, Colobrida (Golo Brdo), Senico (Senik), Vercoglia (Vrhovlje) dell'attuale comune di Còllio e Mernico (Mirnik) e Scriò (Škljevo) dell'attuale comune di Dolegna del Collio.
Dopo la prima guerra mondiale, con le medesime frazioni del periodo asburgico, fu comune della Provincia del Friuli per poi passare, nel 1927, alla ricostituita Provincia di Gorizia e divenire l'anno successivo frazione del comune di Dolegna del Collio. Nel 1923 il nome della località venne ufficialmente modificato in Cosbana nel Collio.
Fu soggetto alla Zona d'operazioni del Litorale adriatico (OZAK) tra il settembre 1943 e il 1945 e tra il 1945 e il 1947, trovandosi a ovest della Linea Morgan, fece parte della Zona A della Venezia Giulia sotto il controllo Britannico-Americano del Governo Militare Alleato (AMG); passò poi per la quasi totalità alla Jugoslavia e quindi alla Slovenia. Rimasero all'Italia le sole frazioni di Mernico e Scriò dell'attuale comune di Dolegna del Collio.